# Ael-Fal
En Bretaña se llama Ael-Fal a un viento malo que se supone que algunas personas perversas o envidiosas dirigen sobre otras soplando. Los naturales del país creen que la persona que ha recibido este viento languidece y enferma enseguida. La terminología usa la palabra ael que en el idioma galés significa "ceja", dándole un sentido similar al mal de ojo.
Lo opuesto es también visto en ciertas supersticiones donde la insuflación de air expulsa los males del cuerpo, incluyendo los males espirituales.